# Buddy Holly (canción)
«Buddy Holly» es una popular canción de la banda estadounidense Weezer, compuesta por Rivers Cuomo. Fue grabada para el álbum de estudio debut del grupo, Weezer, también conocido como The Blue Album, y fue lanzado como segundo sencillo de ese disco en 1995. La letra hace referencia a Buddy Holly, músico de la década de 1950, y también a la actriz Mary Tyler Moore. Fue lanzada en el que hubiera sido el cumpleaños número 58 de Holly, si no hubiera fallecido en accidente de avión.
Según la lista de las 500 mejores canciones de todos los tiempos de la revista Rolling Stone, «Buddy Holly» se encuentra en el puesto 497.

## Video
El video de la canción fue grabado como si fuera un episodio de la popular serie de televisión estadounidense de los años 1970 Happy Days. En ella aparecen gran cantidad de personajes típicos de la serie. El video comienza cuando aparecen fuera de un bar un equipo de un canal de noticias grabando lo que sería el concierto de Weezer en el local. Después, son presentados por el gerente del bar, y allí comienzan a tocar la canción. Fue dirigido por Spike Jonze, quien posteriormente sería director de cine.
Fue incluido en el disco de instalación de Windows 95 como muestra de sus capacidades multimedia en un archivo AVI.

## Lista de canciones
Sencillo solamente promocional para radio
- «Buddy Holly» - 2:40

UK Retail CD
- «Buddy Holly» - 2:40
- «My Name Is Jonas» (en vivo) - 3:40
- «Surf Wax America» (en vivo) - 4:09
- «Jamie» - 4:18

UK Retail Cassette/UK Retail 7" Single (Black Vinyl)
- «Buddy Holly» - 2:40
- «Jamie» - 4:18

Australian Retail CD
- «Buddy Holly» - 2:40
- «Holiday»

Dutch Retail CD
- «Buddy Holly» - 2:40
- «Surf Wax America» (en vivo) - 4:09

Las canciones en vivo fueron grabadas en el Horizontal Boogie Bar de Rochester (Nueva York) el 27 de noviembre de 1994.

## Posicionamiento en listas y certificaciones
| Lista (1994)                            | Mejor posición |
| --------------------------------------- | -------------- |
| Canadá (RPM)                            | 6              |
| Estados Unidos (Hot 100 Airplay)        | 18             |
| Estados Unidos (Modern Rock Tracks)     | 2              |
| Estados Unidos (Mainstream Rock Tracks) | 34             |
| Estados Unidos (Top 40 Mainstream)      | 17             |
| Irlanda (IRMA)                          | 19             |
| Países Bajos (Mega Single Top 100)      | 27             |
| Reino Unido (UK Singles Chart)          | 12             |
| Suecia (Sverigetopplistan)              | 14             |

| País           | Organismo certificador | Certificación | Ventas  |
| -------------- | ---------------------- | ------------- | ------- |
| Estados Unidos | RIAA                   | Disco de oro  | 500 000 |

## Créditos
- Rivers Cuomo – guitarra líder, guitarra rítmica, vocalista principal, teclados
- Brian Bell – coros
- Matt Sharp – bajo eléctrico, coros
- Patrick Wilson – batería